# Pap József (költő, 1863–1889)
Pap József, K. Pap József (Kutas, 1863. augusztus 1. – Kutas, 1889. március 1.) költő, földművelő. 

## Élete
Egyszerű földműves szülők gyermeke. Az elemi iskoláit szülőfalujában végezte, ahol alig tanult egyebet az írás- és olvasásnál; felsőbb iskolába nem járt; de bátyja, K. Pap János mint gimnáziumi tanuló a szünidők alatt az önművelésben segítségére volt. Ritka szorgalommal olvasgatta a kezébe került iskolai és tudományos munkákat; legjobban szerette Petőfi Sándor költeményeit, melyeket csaknem könyv nélkül tudott. Már 14 éves korában írt verseket, melyeket azonban megsemmisített. Csupán testvére buzdítására s rábeszélésére egyezett bele, hogy egyes költeményeit a fővárosi és vidéki lapokba küldje. Azonban 18 éves korában gyógyíthatatlan betegségbe (lupus) esett; egy ideig küzdött a kétségbeeséssel; igyekezett életét elviselhetővé és hasznossá tenni; a munkában keresett vigasztalást. Legkedvesebb foglalkozása volt a kertészet, méhészet. Nem akart más lenni, mint földművelő. Nagy kedvvel olvasgatta az idevágó munkákat. Maga is írt egy gazdászati munkát, melyben az okszerű gazdálkodást s gazdaságrendezést vonzó elbeszélés alakjában iparkodott a néppel megkedveltetni. Végül hétévi szenvedés után, 1889. március 1-jén meghalt Kutason.
Költeményei az Ország-Világban, a kaposvári Társadalomban és Világosságban, tárcája a Budapestben jelentek meg.
1927-ben a Bogár Vilma című balladája, amelyet bátyja kegyeletből beküldött, a Berzsenyi Társaság balladapályázatán dicséretet nyert, és bemutatták a Társaság 1927. áprilisi felolvasó ülésén.

## Munkája
- Tépett rózsák. Költemények. Budapest, 1889. (Kiadta testvérbátyja, Pap János, Előszóval, melyben öccsének szomorú sorsát rajzolja).